# ماریا جوسه گایدانو
 ماریا جوسه گایدانو (انگلیسی: María José Gaidano؛ زادهٔ ۲۵ مهٔ ۱۹۷۳) یک تنیس‌باز اهل آرژانتین است.